# Länsmansmyrtjärnen, Hälsingland
Länsmansmyrtjärnen är en sjö i Härjedalens kommun i Hälsingland och ingår i Ljusnans huvudavrinningsområde.